# Foo Fighters/Diskografie
Diese Diskografie ist eine Übersicht über die musikalischen Werke der US-amerikanischen Rockband Foo Fighters und ihrer Pseudonyme wie Dee Gees. Den Quellenangaben und Schallplattenauszeichnungen zufolge hat sie bisher mehr als 49,2 Millionen Tonträger verkauft, davon alleine in ihrer Heimat über 20,5 Millionen. Ihre erfolgreichste Veröffentlichung ist das zweite Studioalbum The Colour and the Shape mit über 3,5 Millionen verkauften Einheiten.

## Alben

### Studioalben
| Jahr | Titel Musiklabel                                                 | Höchstplatzierung, Gesamtwochen, AuszeichnungChartplatzierungen (Jahr, Titel, Musiklabel, Platzierungen, Wochen, Auszeichnungen, Anmerkungen) | Höchstplatzierung, Gesamtwochen, AuszeichnungChartplatzierungen (Jahr, Titel, Musiklabel, Platzierungen, Wochen, Auszeichnungen, Anmerkungen) | Höchstplatzierung, Gesamtwochen, AuszeichnungChartplatzierungen (Jahr, Titel, Musiklabel, Platzierungen, Wochen, Auszeichnungen, Anmerkungen) | Höchstplatzierung, Gesamtwochen, AuszeichnungChartplatzierungen (Jahr, Titel, Musiklabel, Platzierungen, Wochen, Auszeichnungen, Anmerkungen) | Höchstplatzierung, Gesamtwochen, AuszeichnungChartplatzierungen (Jahr, Titel, Musiklabel, Platzierungen, Wochen, Auszeichnungen, Anmerkungen) | Höchstplatzierung, Gesamtwochen, AuszeichnungChartplatzierungen (Jahr, Titel, Musiklabel, Platzierungen, Wochen, Auszeichnungen, Anmerkungen) | Anmerkungen                                                    |
| Jahr | Titel Musiklabel                                                 | DE | AT | CH | UK | US | Rock | Anmerkungen                                                    |
| ---- | ---------------------------------------------------------------- | --- | --- | --- | --- | --- | --- | -------------------------------------------------------------- |
| 1995 | Foo Fighters Capitol Records • Roswell Records (EMI)             | DE33 (15 Wo.)DE | AT13 (12 Wo.)AT | CH26 (7 Wo.)CH | UK3 Platin · (24 Wo.)UK | US23 Platin · (51 Wo.)US | — | Erstveröffentlichung: 26. Juni 1995 Verkäufe: + 1.984.687      |
| 1997 | The Colour and the Shape Capitol Records • Roswell Records (EMI) | DE41 Gold · (6 Wo.)DE | AT19 (7 Wo.)AT | CH50 (1 Wo.)CH | UK3 ×2Doppelplatin · (32 Wo.)UK | US10 Platin · (74 Wo.)US | — | Erstveröffentlichung: 20. Mai 1997 Verkäufe: + 3.579.000       |
| 1999 | There Is Nothing Left to Lose RCA Records (Sony BMG)             | DE23 (4 Wo.)DE | AT34 (2 Wo.)AT | — | UK10 ×2Doppelplatin · (44 Wo.)UK | US10 Platin · (41 Wo.)US | — | Erstveröffentlichung: 2. November 1999 Verkäufe: + 2.426.000   |
| 2002 | One by One RCA Records (Sony BMG)                                | DE5 Gold · (12 Wo.)DE | AT19 (13 Wo.)AT | CH28 (10 Wo.)CH | UK1 ×3Dreifachplatin · (61 Wo.)UK | US3 Platin · (50 Wo.)US | — | Erstveröffentlichung: 22. Oktober 2002 Verkäufe: + 2.846.591   |
| 2005 | In Your Honor RCA Records (Sony BMG)                             | DE4 Gold · (17 Wo.)DE | AT5 Gold · (20 Wo.)AT | CH7 Gold · (14 Wo.)CH | UK2 ×2Doppelplatin · (45 Wo.)UK | US2 Platin · (37 Wo.)US | — | Erstveröffentlichung: 14. Juni 2005 Verkäufe: + 3.191.301      |
| 2007 | Echoes, Silence, Patience & Grace RCA Records (Sony BMG)         | DE3 Platin · (30 Wo.)DE | AT4 Gold · (22 Wo.)AT | CH2 Gold · (11 Wo.)CH | UK1 ×2Doppelplatin · (48 Wo.)UK | US3 Platin · (48 Wo.)US | Rock1 (24 Wo.)Rock | Erstveröffentlichung: 25. September 2007 Verkäufe: + 2.324.000 |
| 2011 | Wasting Light RCA Records (Sony)                                 | DE1 Platin · (30 Wo.)DE | AT1 Gold · (37 Wo.)AT | CH1 Gold · (27 Wo.)CH | UK1 Platin · (41 Wo.)UK | US1 Platin · (58 Wo.)US | Rock1 (56 Wo.)Rock | Erstveröffentlichung: 12. April 2011 Verkäufe: + 2.156.897     |
| 2014 | Sonic Highways RCA Records (Sony)                                | DE2 Gold · (19 Wo.)DE | AT3 Gold · (11 Wo.)AT | CH2 (18 Wo.)CH | UK2 Platin · (33 Wo.)UK | US2 (14 Wo.)US | Rock1 (31 Wo.)Rock | Erstveröffentlichung: 10. November 2014 Verkäufe: + 1.249.270  |
| 2017 | Concrete and Gold RCA Records (Sony)                             | DE2 (11 Wo.)DE | AT1 (10 Wo.)AT | CH1 Gold · (12 Wo.)CH | UK1 Gold · (19 Wo.)UK | US1 (13 Wo.)US | Rock1 (16 Wo.)Rock | Erstveröffentlichung: 15. September 2017 Verkäufe: + 482.750   |
| 2021 | Medicine at Midnight RCA Records (Sony)                          | DE1 (13 Wo.)DE | AT1 (10 Wo.)AT | CH1 (15 Wo.)CH | UK1 Gold · (11 Wo.)UK | US3 (4 Wo.)US | Rock1 (5 Wo.)Rock | Erstveröffentlichung: 5. Februar 2021 Verkäufe: + 100.000      |
| 2023 | But Here We Are RCA Records (Sony)                               | DE4 (9 Wo.)DE | AT2 (4 Wo.)AT | CH1 (5 Wo.)CH | UK1 Silber · (5 Wo.)UK | US8 (3 Wo.)US | Rock2 (3 Wo.)Rock | Erstveröffentlichung: 2. Juni 2023 Verkäufe: + 60.000          |

grau schraffiert: keine Chartdaten aus diesem Jahr verfügbar

### Livealben
| Jahr | Titel Musiklabel                      | Höchstplatzierung, Gesamtwochen, AuszeichnungChartplatzierungen (Jahr, Titel, Musiklabel, Platzierungen, Wochen, Auszeichnungen, Anmerkungen) | Höchstplatzierung, Gesamtwochen, AuszeichnungChartplatzierungen (Jahr, Titel, Musiklabel, Platzierungen, Wochen, Auszeichnungen, Anmerkungen) | Höchstplatzierung, Gesamtwochen, AuszeichnungChartplatzierungen (Jahr, Titel, Musiklabel, Platzierungen, Wochen, Auszeichnungen, Anmerkungen) | Höchstplatzierung, Gesamtwochen, AuszeichnungChartplatzierungen (Jahr, Titel, Musiklabel, Platzierungen, Wochen, Auszeichnungen, Anmerkungen) | Höchstplatzierung, Gesamtwochen, AuszeichnungChartplatzierungen (Jahr, Titel, Musiklabel, Platzierungen, Wochen, Auszeichnungen, Anmerkungen) | Höchstplatzierung, Gesamtwochen, AuszeichnungChartplatzierungen (Jahr, Titel, Musiklabel, Platzierungen, Wochen, Auszeichnungen, Anmerkungen) | Anmerkungen                                                |
| Jahr | Titel Musiklabel                      | DE | AT | CH | UK | US | Rock | Anmerkungen                                                |
| ---- | ------------------------------------- | --- | --- | --- | --- | --- | --- | ---------------------------------------------------------- |
| 2006 | Skin and Bones RCA Records (Sony BMG) | DE67 (1 Wo.)DE | AT30 (8 Wo.)AT | CH40 (2 Wo.)CH | UK35 Platin · (22 Wo.)UK | US21 (11 Wo.)US | Rock6 (1 Wo.)Rock | Erstveröffentlichung: 7. November 2006 Verkäufe: + 721.000 |

### Kompilationen
| Jahr | Titel Musiklabel                     | Höchstplatzierung, Gesamtwochen, AuszeichnungChartplatzierungen (Jahr, Titel, Musiklabel, Platzierungen, Wochen, Auszeichnungen, Anmerkungen) | Höchstplatzierung, Gesamtwochen, AuszeichnungChartplatzierungen (Jahr, Titel, Musiklabel, Platzierungen, Wochen, Auszeichnungen, Anmerkungen) | Höchstplatzierung, Gesamtwochen, AuszeichnungChartplatzierungen (Jahr, Titel, Musiklabel, Platzierungen, Wochen, Auszeichnungen, Anmerkungen) | Höchstplatzierung, Gesamtwochen, AuszeichnungChartplatzierungen (Jahr, Titel, Musiklabel, Platzierungen, Wochen, Auszeichnungen, Anmerkungen) | Höchstplatzierung, Gesamtwochen, AuszeichnungChartplatzierungen (Jahr, Titel, Musiklabel, Platzierungen, Wochen, Auszeichnungen, Anmerkungen) | Höchstplatzierung, Gesamtwochen, AuszeichnungChartplatzierungen (Jahr, Titel, Musiklabel, Platzierungen, Wochen, Auszeichnungen, Anmerkungen) | Anmerkungen                                                  |
| Jahr | Titel Musiklabel                     | DE | AT | CH | UK | US | Rock | Anmerkungen                                                  |
| ---- | ------------------------------------ | --- | --- | --- | --- | --- | --- | ------------------------------------------------------------ |
| 2009 | Greatest Hits RCA Records (Sony)     | DE8 ×3Dreifachgold · (18 Wo.)DE | AT10 Gold · (36 Wo.)AT | CH15 (38 Wo.)CH | UK4 ×5Fünffachplatin · (481 Wo.)UK | US11 (285 Wo.)US | Rock2 (… Wo.)Rock | Erstveröffentlichung: 3. November 2009 Verkäufe: + 3.469.000 |
| 2022 | The Essential Roswell Records (Sony) | DE20 (1 Wo.)DE | AT19 (1 Wo.)AT | CH37 (1 Wo.)CH | UK10 Platin · (113 Wo.)UK | US42 (26 Wo.)US | Rock9 (25 Wo.)Rock | Erstveröffentlichung: 28. Oktober 2022 Verkäufe: + 330.000   |

### EPs
| Jahr | Titel Musiklabel                                                | Höchstplatzierung, Gesamtwochen, AuszeichnungChartplatzierungen (Jahr, Titel, Musiklabel, Platzierungen, Wochen, Auszeichnungen, Anmerkungen) | Höchstplatzierung, Gesamtwochen, AuszeichnungChartplatzierungen (Jahr, Titel, Musiklabel, Platzierungen, Wochen, Auszeichnungen, Anmerkungen) | Höchstplatzierung, Gesamtwochen, AuszeichnungChartplatzierungen (Jahr, Titel, Musiklabel, Platzierungen, Wochen, Auszeichnungen, Anmerkungen) | Höchstplatzierung, Gesamtwochen, AuszeichnungChartplatzierungen (Jahr, Titel, Musiklabel, Platzierungen, Wochen, Auszeichnungen, Anmerkungen) | Höchstplatzierung, Gesamtwochen, AuszeichnungChartplatzierungen (Jahr, Titel, Musiklabel, Platzierungen, Wochen, Auszeichnungen, Anmerkungen) | Höchstplatzierung, Gesamtwochen, AuszeichnungChartplatzierungen (Jahr, Titel, Musiklabel, Platzierungen, Wochen, Auszeichnungen, Anmerkungen) | Anmerkungen                                                |
| Jahr | Titel Musiklabel                                                | DE | AT | CH | UK | US | Rock | Anmerkungen                                                |
| ---- | --------------------------------------------------------------- | --- | --- | --- | --- | --- | --- | ---------------------------------------------------------- |
| 2015 | Saint Cecilia RCA Records (Sony)                                | — | AT63 (1 Wo.)AT | — | UK35 (1 Wo.)UK | US117 (1 Wo.)US | Rock16 (1 Wo.)Rock | Erstveröffentlichung: 23. November 2015 Verkäufe: + 40.000 |
| 2019 | 00950025 Legacy • RCA Records (Sony)                            | — | — | — | — | — | — | Erstveröffentlichung: 5. Juli 2019                         |
| 2019 | 00111125 – Live in London Legacy • RCA Records (Sony)           | — | — | — | — | — | — | Erstveröffentlichung: 16. Juli 2019                        |
| 2019 | 00070725 – Live at Studio 606 Legacy • RCA Records (Sony)       | — | — | — | — | — | — | Erstveröffentlichung: 13. September 2019                   |
| 2019 | 00050525 – Live in Roswell RCA Records • Roswell Records (Sony) | — | — | — | — | — | — | Erstveröffentlichung: 20. September 2019                   |
| 2019 | 01070725 Legacy • RCA Records (Sony)                            | — | — | — | — | — | — | Erstveröffentlichung: 27. September 2019                   |
| 2019 | 00020225 Legacy • RCA Records (Sony)                            | — | — | — | — | — | — | Erstveröffentlichung: 18. Oktober 2019                     |
| 2019 | 01050525 Legacy • RCA Records (Sony)                            | — | — | — | — | — | — | Erstveröffentlichung: 8. November 2019                     |
| 2019 | 00999925 Legacy • RCA Records (Sony)                            | — | — | — | — | — | — | Erstveröffentlichung: 13. Dezember 2019                    |
| 2019 | 00979725 Legacy • RCA Records (Sony)                            | — | — | — | — | — | — | Erstveröffentlichung: 20. Dezember 2019                    |
| 2020 | 00959525 Legacy • RCA Records (Sony)                            | — | — | — | — | — | — | Erstveröffentlichung: 3. Januar 2020                       |

### Tributealben
| Jahr | Titel Musiklabel              | Höchstplatzierung, Gesamtwochen, AuszeichnungChartplatzierungen (Jahr, Titel, Musiklabel, Platzierungen, Wochen, Auszeichnungen, Anmerkungen) | Höchstplatzierung, Gesamtwochen, AuszeichnungChartplatzierungen (Jahr, Titel, Musiklabel, Platzierungen, Wochen, Auszeichnungen, Anmerkungen) | Höchstplatzierung, Gesamtwochen, AuszeichnungChartplatzierungen (Jahr, Titel, Musiklabel, Platzierungen, Wochen, Auszeichnungen, Anmerkungen) | Höchstplatzierung, Gesamtwochen, AuszeichnungChartplatzierungen (Jahr, Titel, Musiklabel, Platzierungen, Wochen, Auszeichnungen, Anmerkungen) | Höchstplatzierung, Gesamtwochen, AuszeichnungChartplatzierungen (Jahr, Titel, Musiklabel, Platzierungen, Wochen, Auszeichnungen, Anmerkungen) | Höchstplatzierung, Gesamtwochen, AuszeichnungChartplatzierungen (Jahr, Titel, Musiklabel, Platzierungen, Wochen, Auszeichnungen, Anmerkungen) | Anmerkungen |
| Jahr | Titel Musiklabel              | DE | AT | CH | UK | US | Rock | Anmerkungen |
| ---- | ----------------------------- | --- | --- | --- | --- | --- | --- | --- |
| 2021 | Hail Satin RCA Records (Sony) | — | — | — | UK17 (1 Wo.)UK | US27 (1 Wo.)US | Rock5 (1 Wo.)Rock | Erstveröffentlichung: 17. Juli 2021 enthält fünf Bee-Gees-Cover (unter dem Namen Dee Gees) plus Liveversionen von Medicine-at-Midnight-Songs; produziert für den Record Store Day |

## Singles
| Jahr | Titel Album                                                                | Höchstplatzierung, Gesamtwochen, AuszeichnungChartplatzierungen (Jahr, Titel, Album, Platzierungen, Wochen, Auszeichnungen, Anmerkungen) | Höchstplatzierung, Gesamtwochen, AuszeichnungChartplatzierungen (Jahr, Titel, Album, Platzierungen, Wochen, Auszeichnungen, Anmerkungen) | Höchstplatzierung, Gesamtwochen, AuszeichnungChartplatzierungen (Jahr, Titel, Album, Platzierungen, Wochen, Auszeichnungen, Anmerkungen) | Höchstplatzierung, Gesamtwochen, AuszeichnungChartplatzierungen (Jahr, Titel, Album, Platzierungen, Wochen, Auszeichnungen, Anmerkungen) | Höchstplatzierung, Gesamtwochen, AuszeichnungChartplatzierungen (Jahr, Titel, Album, Platzierungen, Wochen, Auszeichnungen, Anmerkungen) | Höchstplatzierung, Gesamtwochen, AuszeichnungChartplatzierungen (Jahr, Titel, Album, Platzierungen, Wochen, Auszeichnungen, Anmerkungen) | Anmerkungen                                                    |
| Jahr | Titel Album                                                                | DE | AT | CH | UK | US | Rock | Anmerkungen                                                    |
| --- | -------------------------------------------------------------------------- | --- | --- | --- | --- | --- | --- | -------------------------------------------------------------- |
| 1995 | This Is a Call Foo Fighters                                                | — | — | — | UK5 Silber · (4 Wo.)UK | — | Rock6 (16 Wo.)Rock | Erstveröffentlichung: 19. Juni 1995 Verkäufe: + 235.000        |
| 1995 | I’ll Stick Around Foo Fighters                                             | — | — | — | UK18 (3 Wo.)UK | — | Rock12 (17 Wo.)Rock | Erstveröffentlichung: 4. September 1995                        |
| 1995 | For All the Cows Foo Fighters                                              | — | — | — | UK28 (3 Wo.)UK | — | — | Erstveröffentlichung: 20. November 1995                        |
| 1996 | Big Me Foo Fighters                                                        | — | — | — | UK19 Silber · (3 Wo.)UK | — | Rock18 (11 Wo.)Rock | Erstveröffentlichung: 25. Februar 1996 Verkäufe: + 235.000     |
| 1997 | Monkey Wrench The Colour and the Shape                                     | — | — | — | UK12 Platin · (4 Wo.)UK | — | Rock9 (20 Wo.)Rock | Erstveröffentlichung: 28. April 1997 Verkäufe: + 740.000       |
| 1997 | Everlong The Colour and the Shape                                          | DE— PlatinDE | — | — | UK18 ×3Dreifachplatin · (7 Wo.)UK | US— ×2DoppelplatinUS | Rock4 (28 Wo.)Rock | Erstveröffentlichung: 18. August 1997 Verkäufe: + 5.580.000    |
| 1998 | My Hero The Colour and the Shape                                           | — | — | — | UK21 Platin · (4 Wo.)UK | — | Rock8 (26 Wo.)Rock | Erstveröffentlichung: 19. Januar 1998 Verkäufe: + 930.000      |
| 1998 | Walking After You The Colour and the Shape                                 | — | — | — | UK20 (3 Wo.)UK | — | — | Erstveröffentlichung: 17. August 1998                          |
| 1999 | Learn to Fly There Is Nothing Left to Lose                                 | DE97 a (1 Wo.)DE | AT69 a (1 Wo.)AT | CH41 a (1 Wo.)CH | UK21 Platin · (4 Wo.)UK | US19 Platin · (21 Wo.)US | Rock2 (30 Wo.)Rock | Erstveröffentlichung: 18. September 1999 Verkäufe: + 2.180.000 |
| 2000 | Stacked Actors There Is Nothing Left to Lose                               | — | — | — | — | — | Rock9 (13 Wo.)Rock | Erstveröffentlichung: 17. Januar 2000                          |
| 2000 | Generator There Is Nothing Left to Lose                                    | — | — | — | — | — | — | Erstveröffentlichung: 6. März 2000 Verkäufe: + 35.000          |
| 2000 | Breakout There Is Nothing Left to Lose                                     | — | — | — | UK29 Silber · (3 Wo.)UK | — | Rock11 (12 Wo.)Rock | Erstveröffentlichung: 18. September 2000 Verkäufe: + 235.000   |
| 2000 | Next Year There Is Nothing Left to Lose                                    | — | — | — | UK42 (2 Wo.)UK | — | — | Erstveröffentlichung: 4. Dezember 2000                         |
| 2002 | The One Orange County (O.S.T.)                                             | — | — | — | UK77 (4 Wo.)UK | — | Rock20 (11 Wo.)Rock | Erstveröffentlichung: 18. März 2002                            |
| 2002 | All My Life One by One                                                     | DE93 (1 Wo.)DE | — | — | UK5 Platin · (15 Wo.)UK | US43 (20 Wo.)US | Rock3 (32 Wo.)Rock | Erstveröffentlichung: 7. September 2002 Verkäufe: + 830.000    |
| 2003 | Times Like These One by One                                                | — | — | — | UK12 Platin · (10 Wo.)UK | US65 Platin · (20 Wo.)US | Rock5 (26 Wo.)Rock | Erstveröffentlichung: 20. Januar 2003 Verkäufe: + 1.900.000    |
| 2003 | Low One by One                                                             | — | — | — | UK21 (2 Wo.)UK | — | Rock23 (10 Wo.)Rock | Erstveröffentlichung: 23. Juni 2003                            |
| 2003 | Have It All One by One                                                     | — | — | — | UK37 (2 Wo.)UK | — | — | Erstveröffentlichung: 22. Oktober 2003                         |
| 2005 | Best of You In Your Honor                                                  | DE85 Gold · (1 Wo.)DE | AT74 (1 Wo.)AT | — | UK4 ×2Doppelplatin · (33 Wo.)UK | US18 ×2Doppelplatin · (21 Wo.)US | Rock1 (33 Wo.)Rock | Erstveröffentlichung: 30. Mai 2005 Verkäufe: + 4.020.000       |
| 2005 | DOA In Your Honor                                                          | — | — | — | UK25 (6 Wo.)UK | US68 Gold · (12 Wo.)US | Rock5 (24 Wo.)Rock | Erstveröffentlichung: 5. September 2005 Verkäufe: + 535.000    |
| 2005 | Resolve In Your Honor                                                      | — | — | — | UK32 (3 Wo.)UK | — | — | Erstveröffentlichung: 21. November 2005                        |
| 2006 | No Way Back / Cold Day in the Sun In Your Honor                            | — | — | — | UK64 (1 Wo.)UK | — | Rock6 (20 Wo.)Rock | Erstveröffentlichung: 13. März 2006                            |
| 2007 | The Pretender Echoes, Silence, Patience & Grace                            | DE72 (9 Wo.)DE | AT46 (4 Wo.)AT | CH61 (5 Wo.)CH | UK8 ×2Doppelplatin · (33 Wo.)UK | US37 ×2Doppelplatin · (15 Wo.)US | Rock1 (32 Wo.)Rock | Erstveröffentlichung: 21. August 2007 Verkäufe: + 4.040.000    |
| 2007 | Long Road to Ruin Echoes, Silence, Patience & Grace                        | DE79 (9 Wo.)DE | — | — | UK35 Silber · (14 Wo.)UK | US89 (12 Wo.)US | Rock2 (22 Wo.)Rock | Erstveröffentlichung: 3. Dezember 2007 Verkäufe: + 270.000     |
| 2008 | Cheer Up, Boys (Your Make Up Is Running) Echoes, Silence, Patience & Grace | — | — | — | — | — | — | Erstveröffentlichung: 7. April 2008                            |
| 2008 | Let It Die Echoes, Silence, Patience & Grace                               | — | — | — | — | — | Rock5 (22 Wo.)Rock | Erstveröffentlichung: 24. Juni 2008                            |
| 2009 | Wheels Greatest Hits                                                       | DE42 (15 Wo.)DE | AT36 (12 Wo.)AT | CH48 (8 Wo.)CH | UK22 Silber · (4 Wo.)UK | US72 (7 Wo.)US | Rock1 (20 Wo.)Rock | Erstveröffentlichung: 29. September 2009 Verkäufe: + 277.500   |
| 2011 | Rope Wasting Light                                                         | DE83 (3 Wo.)DE | AT51 (1 Wo.)AT | — | UK22 Silber · (9 Wo.)UK | US68 (13 Wo.)US | Rock1 (43 Wo.)Rock | Erstveröffentlichung: 1. März 2011 Verkäufe: + 265.000         |
| 2011 | Walk Wasting Light                                                         | — | AT49 (2 Wo.)AT | CH74 (1 Wo.)CH | UK57 Gold · (7 Wo.)UK | US83 (13 Wo.)US | Rock1 (45 Wo.)Rock | Erstveröffentlichung: 6. Juni 2011 Verkäufe: + 620.000         |
| 2011 | Arlandria Wasting Light                                                    | — | — | — | UK79 (2 Wo.)UK | — | — | Erstveröffentlichung: 18. September 2011 Verkäufe: + 65.000    |
| 2011 | These Days Wasting Light                                                   | — | — | — | UK— SilberUK | — | Rock2 (45 Wo.)Rock | Erstveröffentlichung: 1. November 2011 Verkäufe: + 277.500     |
| 2012 | Bridge Burning Wasting Light                                               | — | — | — | — | — | Rock22 (16 Wo.)Rock | Erstveröffentlichung: 5. Juni 2012                             |
| 2014 | Something from Nothing Sonic Highways                                      | DE100 (1 Wo.)DE | AT75 (1 Wo.)AT | — | UK73 (3 Wo.)UK | — | Rock8 (20 Wo.)Rock | Erstveröffentlichung: 16. Oktober 2014                         |
| 2014 | Congregation Sonic Highways                                                | DE97 (1 Wo.)DE | AT73 (1 Wo.)AT | — | — | — | Rock21 (18 Wo.)Rock | Erstveröffentlichung: 31. Oktober 2014                         |
| 2015 | Outside Sonic Highways                                                     | — | — | — | — | — | Rock35 (9 Wo.)Rock | Erstveröffentlichung: 4. August 2015                           |
| 2015 | Saint Cecilia Saint Cecilia EP                                             | — | — | — | — | — | Rock30 (14 Wo.)Rock | Erstveröffentlichung: 23. November 2015                        |
| 2017 | Run Concrete and Gold                                                      | — | — | CH79 (1 Wo.)CH | UK64 Silber · (2 Wo.)UK | — | Rock7 (20 Wo.)Rock | Erstveröffentlichung: 1. Juni 2017 Verkäufe: + 275.000         |
| 2017 | The Sky Is a Neighborhood Concrete and Gold                                | — | — | — | UK63 Silber · (3 Wo.)UK | — | Rock10 (21 Wo.)Rock | Erstveröffentlichung: 23. August 2017 Verkäufe: + 275.000      |
| 2018 | The Line Concrete and Gold                                                 | — | — | — | — | — | Rock41 (5 Wo.)Rock | Erstveröffentlichung: 1. Mai 2018                              |
| 2020 | Shame Shame Medicine at Midnight                                           | — | — | — | UK77 (1 Wo.)UK | — | Rock11 (15 Wo.)Rock | Erstveröffentlichung: 7. November 2020                         |
| 2021 | No Son of Mine Medicine at Midnight                                        | — | — | — | UK53 (1 Wo.)UK | — | Rock49 (1 Wo.)Rock | Erstveröffentlichung: 1. Januar 2021                           |
| 2021 | Waiting on a War Medicine at Midnight                                      | — | — | — | — | — | Rock18 (17 Wo.)Rock | Erstveröffentlichung: 14. Januar 2021                          |
| 2021 | Making a Fire b Medicine at Midnight                                       | — | — | — | UK52 (1 Wo.)UK | — | Rock30 (16 Wo.)Rock | Erstveröffentlichung: 25. Juni 2021                            |
| 2023 | Rescued But Here We Are                                                    | — | — | — | — | — | Rock12 (18 Wo.)Rock | Erstveröffentlichung: 19. April 2023                           |
| 2023 | Under You But Here We Are                                                  | — | — | — | UK98 (1 Wo.)UK | — | Rock37 (10 Wo.)Rock | Erstveröffentlichung: 2. Juni 2023                             |
| 2023 | The Glass But Here We Are                                                  | — | — | — | — | — | Rock33 (1 Wo.)Rock | Erstveröffentlichung: 17. November 2023                        |
| 2025 | Today’s Song –                                                             | — | — | — | — | — | — | Erstveröffentlichung: 2. Juli 2025                             |
| Folgende Lieder erschienen nicht als Single, wurden aber durch das Album zum Download und Streaming bereitgestellt und konnten somit eine Platzierung erlangen: |                                                                            | | | | | | |                                                                |
| |                                                                            | | | | | | |                                                                |
| 2017 | T-Shirt Concrete and Gold                                                  | — | — | — | UK94 (1 Wo.)UK | — | — | Charteinstieg: 28. September 2017                              |

grau schraffiert: keine Chartdaten aus diesem Jahr verfügbar

## Videoalben und Musikvideos

### Videoalben
| Jahr | Titel Musiklabel                                             | Höchstplatzierung, Gesamtwochen, AuszeichnungChartplatzierungen (Jahr, Titel, Musiklabel, Platzierungen, Wochen, Auszeichnungen, Anmerkungen) | Höchstplatzierung, Gesamtwochen, AuszeichnungChartplatzierungen (Jahr, Titel, Musiklabel, Platzierungen, Wochen, Auszeichnungen, Anmerkungen) | Höchstplatzierung, Gesamtwochen, AuszeichnungChartplatzierungen (Jahr, Titel, Musiklabel, Platzierungen, Wochen, Auszeichnungen, Anmerkungen) | Höchstplatzierung, Gesamtwochen, AuszeichnungChartplatzierungen (Jahr, Titel, Musiklabel, Platzierungen, Wochen, Auszeichnungen, Anmerkungen) | Höchstplatzierung, Gesamtwochen, AuszeichnungChartplatzierungen (Jahr, Titel, Musiklabel, Platzierungen, Wochen, Auszeichnungen, Anmerkungen) | Anmerkungen                                                                                  |
| Jahr | Titel Musiklabel                                             | DE | AT | CH | UK | US | Anmerkungen                                                                                  |
| ---- | ------------------------------------------------------------ | --- | --- | --- | --- | --- | -------------------------------------------------------------------------------------------- |
| 2003 | Everywhere but Home RCA Records • Roswell Records (Sony BMG) | — | — | — | UK11 Platin · (42 Wo.)UK | US23 Gold · (… Wo.)US | Erstveröffentlichung: 25. November 2003 Verkäufe: + 145.000                                  |
| 2006 | Skin and Bones RCA Records (Sony BMG)                        | DE*DE | — | CH*CH | UK— PlatinUK | US7 (… Wo.)US | Erstveröffentlichung: 7. November 2006 Verkäufe: + 32.500; * siehe Livealbum                 |
| 2006 | Skin and Bones & Live in Hyde Park RCA Records (Sony BMG)    | DE*DE | — | CH10 (1 Wo.)CH | UK5 (60 Wo.)UK | — | Erstveröffentlichung: 7. November 2006 Verkäufe: + 112.500; * siehe Livealbum Skin and Bones |
| 2008 | Live at Wembley Stadium RCA Records (Sony BMG)               | DE68 (1 Wo.)DE | AT6 (2 Wo.)AT | CH8 (1 Wo.)CH | UK1 Platin · (88 Wo.)UK | US3 (… Wo.)US | Erstveröffentlichung: 25. August 2008 Verkäufe: + 97.500                                     |
| 2011 | Back and Forth Columbia Records (Sony)                       | DE27 (4 Wo.)DE | AT2 (15 Wo.)AT | CH4 (7 Wo.)CH | UK1 Gold · (38 Wo.)UK | US1 Gold · (… Wo.)US | Erstveröffentlichung: 11. Juni 2011 Verkäufe: + 113.000                                      |
| 2014 | Sonic Highways Roswell Records (Sony)                        | DE*DE | — | CH3 (18 Wo.)CH | UK1 (44 Wo.)UK | US1 (… Wo.)US | Erstveröffentlichung: 6. Oktober 2014 Verkäufe: + 7.500; * siehe Studioalbum                 |

### Musikvideos
| Jahr | Titel                     | Regie                                                                                                  |
| ---- | ------------------------- | --- |
| 1995 | I’ll Stick Around         | Gerald Casale                                                                                          |
| 1996 | Big Me                    | Jesse Peretz                                                                                           |
| 1997 | Monkey Wrench             | Dave Grohl                                                                                             |
| 1997 | Everlong                  | Michel Gondry                                                                                          |
| 1998 | My Hero                   | Dave Grohl                                                                                             |
| 1998 | Walking After You         | Matthew Rolston                                                                                        |
| 1999 | Learn to Fly              | Jesse Peretz                                                                                           |
| 2000 | Breakout                  | Brendan Maher, The Malloys                                                                             |
| 2000 | Generator                 | Jon Olb                                                                                                |
| 2000 | Next Year                 | Phil Harder                                                                                            |
| 2002 | The One                   | Jesse Peretz                                                                                           |
| 2002 | All My Life               | Dave Grohl                                                                                             |
| 2002 | Walking a Line            | Jordyn Blum, Chris Osterhus                                                                            |
| 2002 | Times Like These          | Liam Lynch (Version 1, 2002) Marc Klasfeld (Version 2, 2003) Dave Grohl, Bill Yukich (Version 3, 2003) |
| 2003 | Low                       | Jesse Peretz                                                                                           |
| 2005 | Best of You               | Mark Pellington                                                                                        |
| 2005 | DOA                       | Mike Palmieri                                                                                          |
| 2005 | Resolve                   | Mike Palmieri                                                                                          |
| 2006 | No Way Back               | Nick Wickham                                                                                           |
| 2007 | The Pretender             | Sam Brown                                                                                              |
| 2007 | Long Road to Ruin         | Jesse Peretz                                                                                           |
| 2009 | Wheels                    | Sam Brown                                                                                              |
| 2011 | White Limo                | Dave Grohl                                                                                             |
| 2011 | Rope                      | Dave Grohl                                                                                             |
| 2011 | Walk                      | Sam Jones                                                                                              |
| 2011 | Hot Buns                  | Dave Grohl                                                                                             |
| 2011 | Arlandria                 | Nick Wickham                                                                                           |
| 2012 | These Days                | Wayne Isham                                                                                            |
| 2014 | Something from Nothing    | Dave Grohl                                                                                             |
| 2014 | The Feast and the Famine  | Dave Grohl                                                                                             |
| 2014 | In the Clear              | Dave Grohl                                                                                             |
| 2015 | Congregation              | Dave Grohl                                                                                             |
| 2015 | Subterranean              | Dave Grohl                                                                                             |
| 2015 | Outside                   | Dave Grohl                                                                                             |
| 2015 | I am a River              | Dave Grohl                                                                                             |
| 2017 | Run                       | Dave Grohl                                                                                             |
| 2017 | The Sky Is a Neighborhood | Dave Grohl                                                                                             |
| 2020 | Shame Shame               | Paola Kudacki                                                                                          |
| 2021 | Waiting on a War          | Paola Kudacki                                                                                          |
| 2021 | No Son of Mine            | Danny Clinch, Emlyn Davies                                                                             |
| 2021 | Chasing Birds             | Emlyn Davies, Josh Hicks                                                                               |
| 2021 | You Should Be Dancing     | |
| 2021 | Love Dies Young           | Dave Grohl                                                                                             |
| 2023 | Show Me How               | Tim Kellner                                                                                            |
| 2023 | The Teacher               | Tony Oursler                                                                                           |

## Promoveröffentlichungen
Promo-Singles

| Jahr | Titel Album                                       | Höchstplatzierung, Gesamtwochen, AuszeichnungChartplatzierungen (Jahr, Titel, Album, Platzierungen, Wochen, Auszeichnungen, Anmerkungen) | Höchstplatzierung, Gesamtwochen, AuszeichnungChartplatzierungen (Jahr, Titel, Album, Platzierungen, Wochen, Auszeichnungen, Anmerkungen) | Höchstplatzierung, Gesamtwochen, AuszeichnungChartplatzierungen (Jahr, Titel, Album, Platzierungen, Wochen, Auszeichnungen, Anmerkungen) | Höchstplatzierung, Gesamtwochen, AuszeichnungChartplatzierungen (Jahr, Titel, Album, Platzierungen, Wochen, Auszeichnungen, Anmerkungen) | Höchstplatzierung, Gesamtwochen, AuszeichnungChartplatzierungen (Jahr, Titel, Album, Platzierungen, Wochen, Auszeichnungen, Anmerkungen) | Höchstplatzierung, Gesamtwochen, AuszeichnungChartplatzierungen (Jahr, Titel, Album, Platzierungen, Wochen, Auszeichnungen, Anmerkungen) | Anmerkungen                                                                           |
| Jahr | Titel Album                                       | DE | AT | CH | UK | US | Rock | Anmerkungen                                                                           |
| ---- | ------------------------------------------------- | --- | --- | --- | --- | --- | --- | ------------------------------------------------------------------------------------- |
| 1995 | Exhausted Foo Fighters                            | — | — | — | — | — | — | Erstveröffentlichung: 12. Juni 1995                                                   |
| 1996 | Down in the Park Requiem                          | — | — | — | — | — | — | Erstveröffentlichung: März 1996                                                       |
| 1996 | Alone+Easy Target Foo Fighters                    | — | — | — | — | — | — | Erstveröffentlichung: 1996                                                            |
| 1997 | Baker Street The Colour and the Shape             | — | — | — | — | — | Rock34 (5 Wo.)Rock | Erstveröffentlichung: November 1997 Original: Gerry Rafferty                          |
| 2003 | Darling Nikki –                                   | — | — | — | — | — | — | Erstveröffentlichung: 2003 Original: Prince; B-Seite von Have It All                  |
| 2006 | Miracle In Your Honor                             | — | — | — | — | — | — | Erstveröffentlichung: 18. September 2006                                              |
| 2006 | Virginia Moon In Your Honor                       | — | — | — | — | — | — | Erstveröffentlichung: 2006                                                            |
| 2008 | Keep the Car Running –                            | — | — | — | — | — | — | Erstveröffentlichung: 2008 Original: Arcade Fire; B-Seite von Let It Die              |
| 2008 | Summer’s End Echoes, Silence, Patience & Grace    | — | — | — | — | — | — | Erstveröffentlichung: 2008                                                            |
| 2010 | Word Forward Greatest Hits                        | — | — | — | — | — | — | Erstveröffentlichung: 1. Februar 2010                                                 |
| 2011 | White Limo Wasting Light                          | — | — | — | — | — | — | Erstveröffentlichung: 28. März 2011                                                   |
| 2012 | Back & Forth Wasting Light                        | — | — | — | — | — | — | Erstveröffentlichung: 3. September 2012                                               |
| 2014 | The Feast and the Famine Sonic Highways           | — | — | — | — | — | — | Erstveröffentlichung: 24. Oktober 2014                                                |
| 2014 | What Did I Do? / God as My Witness Sonic Highways | — | — | — | — | — | — | Erstveröffentlichung: 6. November 2014                                                |
| 2020 | Run Rudolph Run –                                 | — | — | — | — | — | — | Erstveröffentlichung: 15. Dezember 2020 Amazon Music Exclusive; Original: Chuck Berry |
| 2021 | Chasing Birds Medicine at Midnight                | — | — | — | — | — | — | Erstveröffentlichung: 8. Oktober 2021 (Re-Version)                                    |
| 2023 | Show Me How But Here We Are                       | — | — | — | — | — | — | Erstveröffentlichung: 25. Mai 2023                                                    |
| 2023 | The Teacher But Here We Are                       | — | — | — | — | — | — | Erstveröffentlichung: 30. Mai 2023                                                    |

grau schraffiert: keine Chartdaten aus diesem Jahr verfügbar

## Sonderveröffentlichungen

### Alben
| Jahr | Titel Musiklabel                                                                        | Anmerkungen                                                                                             |
| ---- | --------------------------------------------------------------------------------------- | --- |
| 2005 | Five Songs and a Cover auch bekannt als 4 Stars RCA Records • Rowell Records (Sony BMG) | Erstveröffentlichung: 20. November 2005 Vertrieb nur über den Elektronikfachmarkt Best Buy              |
| 2011 | iTunes Festival: London 2011 RCA Records (Sony)                                         | Erstveröffentlichung: 22. Juli 2011 Vertrieb nur über iTunes                                            |
| 2015 | Songs from the Laundry Room RCA Records (Sony)                                          | Erstveröffentlichung: 18. April 2015 Verkäufe: 4.000 (limitiert); Veröffentlichung im Zuge des RSD 2015 |

| Jahr | Titel Musiklabel                                | Anmerkungen                                                                                  |
| ---- | ----------------------------------------------- | -------------------------------------------------------------------------------------------- |
| 2011 | Medium Rare RCA Records • Rowell Records (Sony) | Erstveröffentlichung: 16. April 2011 Veröffentlichung im Zuge des RSD 2011; Beilage in der Q |

### Lieder
| Jahr | Titel Album                             | Anmerkungen                                                        |
| ---- | --------------------------------------- | ------------------------------------------------------------------ |
| 2013 | Fortunate Son Wrote a Song for Everyone | Erstveröffentlichung: 28. Mai 2013 John Fogerty feat. Foo Fighters |

| Jahr | Titel Album                                   | Anmerkungen                                           |
| ---- | --------------------------------------------- | ----------------------------------------------------- |
| 1997 | This Is a Call (Live) Tibetan Freedom Concert | Erstveröffentlichung: 4. November 1997                |
| 2000 | Everlong (Live) Cold: Live at the Chapel      | Erstveröffentlichung: 23. Juli 2000                   |
| 2006 | DOA (Live) Radio 1’s Live Lounge              | Erstveröffentlichung: 16. Oktober 2006                |
| 2007 | Danny Says CBGB Forever                       | Erstveröffentlichung: 15. Mai 2007 Original: Ramones  |
| 2007 | Band on the Run Radio 1: Established 1967     | Erstveröffentlichung: 1. Oktober 2007 Original: Wings |
| 2017 | Soldier 7-Inches for Planned Parenthood       | Erstveröffentlichung: 20. Oktober 2017                |

| Jahr | Titel Soundtrack                                         | Anmerkungen                                                           |
| ---- | -------------------------------------------------------- | --------------------------------------------------------------------- |
| 1996 | Down in the Park Akte X – Die unheimlichen Fälle des FBI | Erstveröffentlichung: 19. März 1996                                   |
| 1997 | Dear Lover Scream 2                                      | Erstveröffentlichung: 18. November 1997                               |
| 1998 | A320 Godzilla                                            | Erstveröffentlichung: 19. Mai 1998                                    |
| 1998 | Walking After You Akte X – Der Film                      | Erstveröffentlichung: 2. Juni 1998                                    |
| 1999 | My Hero Varsity Blues                                    | Erstveröffentlichung: 12. Januar 1999                                 |
| 2000 | Have a Cigar Mission: Impossible II                      | Erstveröffentlichung: 9. Mai 2000 mit Brian May; Original: Pink Floyd |
| 2000 | Breakout Ich, beide & sie                                | Erstveröffentlichung: 13. Juni 2000                                   |
| 2001 | Win or Lose Eis kalt                                     | Erstveröffentlichung: 20. Oktober 2001                                |
| 2001 | The One Nix wie raus aus Orange County                   | Erstveröffentlichung: 18. Dezember 2001                               |
| 2003 | Times Like These American Pie – Jetzt wird geheiratet    | Erstveröffentlichung: 1. August 2003                                  |
| 2007 | Razor Lieben und lassen                                  | Erstveröffentlichung: 23. Januar 2007                                 |
| 2011 | Walk Thor                                                | Erstveröffentlichung: 3. Mai 2011                                     |
| 2011 | Miss the Misery Real Steel                               | Erstveröffentlichung: 3. November 2011                                |

### Videoalben
| Jahr | Titel Musiklabel                                    | Anmerkungen                                                                               |
| ---- | --------------------------------------------------- | ----------------------------------------------------------------------------------------- |
| 2002 | One by One (Limited Edition) RCA Records (Sony BMG) | Erstveröffentlichung: 22. Oktober 2002 CD+DVD; Verkäufe werden One by One hinzuaddiert    |
| 2009 | Greatest Hits (Deluxe Edition) RCA Records (Sony)   | Erstveröffentlichung: 3. November 2009 CD+DVD; Verkäufe werden Greatest Hits hinzuaddiert |

## Statistik

### Chartauswertung
Die folgende Statistik bietet eine Übersicht über die Charterfolge der Foo Fighters in den Album-, Musik-DVD- und Singlecharts. Zu berücksichtigen ist, dass sich Videoalben in Deutschland auch in den Albumcharts platzieren, in allen weiteren Ländern gibt es separate Musik-DVD-Charts.
|                     | DE     | AT     | CH     | UK     | US     | Rock       |
| ------------------- | ------ | ------ | ------ | ------ | ------ | ---------- |
| Nummer-eins-Alben   | DE2DE  | AT3AT  | CH4CH  | UK6UK  | US2US  | Rock5Rock  |
| Top-10-Alben        | DE9DE  | AT8AT  | CH7CH  | UK13UK | US10US | Rock10Rock |
| Alben in den Charts | DE16DE | AT15AT | CH13CH | UK16UK | US16US | Rock11Rock |

|                       | DE    | AT    | CH    | UK     | US     | Rock       |
| --------------------- | ----- | ----- | ----- | ------ | ------ | ---------- |
| Nummer-eins-Singles   | DE—DE | AT—AT | CH—CH | UK—UK  | US—US  | Rock5Rock  |
| Top-10-Singles        | DE—DE | AT—AT | CH—CH | UK4UK  | US—US  | Rock21Rock |
| Singles in den Charts | DE9DE | AT8AT | CH5CH | UK34UK | US10US | Rock39Rock |

|                          | DE    | AT    | CH    | UK    | US    |
| ------------------------ | ----- | ----- | ----- | ----- | ----- |
| Nummer-eins-Videoalben   | DE—DE | AT—AT | CH—CH | UK3UK | US2US |
| Top-10-Videoalben        | DE—DE | AT2AT | CH4CH | UK4UK | US4US |
| Videoalben in den Charts | DE—DE | AT2AT | CH4CH | UK5UK | US5US |

### Auszeichnungen für Musikverkäufe
| Land/RegionAuszeichnungen für Musikverkäufe (Land/Region, Auszeichnungen, Verkäufe, Quellen) | Silber       | Gold       | Platin         | Verkäufe   | Quellen                                                                           |
| -------------------------------------------------------------------------------------------- | ------------ | ---------- | -------------- | ---------- | --------------------------------------------------------------------------------- |
| Australien (ARIA)                                                                            | —            | 12× Gold12 | 74× Platin74   | 4.592.500  | aria.com.au                                                                       |
| Belgien (BRMA)                                                                               | —            | 3× Gold3   | —              | 45.000     | ultratop.be                                                                       |
| Brasilien (PMB)                                                                              | —            | 10× Gold10 | 6× Platin6     | 730.000    | pro-musicabr.org.br                                                               |
| Dänemark (IFPI)                                                                              | —            | 2× Gold2   | 5× Platin5     | 350.000    | ifpi.dk                                                                           |
| Deutschland (BVMI)                                                                           | —            | 6× Gold6   | 4× Platin4     | 1.950.000  | musikindustrie.de                                                                 |
| Finnland (IFPI)                                                                              | —            | 2× Gold2   | —              | 46.789     | ifpi.fi                                                                           |
| Indonesien (ASIRI)                                                                           | —            | Gold1      | —              | 25.000     | Einzelnachweise                                                                   |
| Irland (IRMA)                                                                                | —            | 2× Gold2   | 4× Platin4     | 75.000     | irishcharts.ie                                                                    |
| Italien (FIMI)                                                                               | —            | 5× Gold5   | 3× Platin3     | 280.000    | fimi.it                                                                           |
| Japan (RIAJ)                                                                                 | —            | 4× Gold4   | —              | 400.000    | riaj.or.jp                                                                        |
| Kanada (MC)                                                                                  | —            | 6× Gold6   | 11× Platin11   | 1.190.000  | musiccanada.com                                                                   |
| Kolumbien (ASINCOL)                                                                          | —            | Gold1      | 2× Platin2     | 25.000     | Einzelnachweise                                                                   |
| Mexiko (AMPROFON)                                                                            | —            | 2× Gold2   | 9× Platin9     | 600.000    | amprofon.com.mx                                                                   |
| Neuseeland (RMNZ)                                                                            | —            | 7× Gold7   | 39× Platin39   | 907.500    | aotearoamusiccharts.co.nz NZ2 (Memento vom 24. Juli 2011 im Internet Archive) NZ3 |
| Niederlande (NVPI)                                                                           | —            | 2× Gold2   | —              | 45.000     | nvpi.nl                                                                           |
| Norwegen (IFPI)                                                                              | —            | 2× Gold2   | —              | 35.000     | ifpi.no (Memento vom 5. November 2012 im Internet Archive)                        |
| Österreich (IFPI)                                                                            | —            | 5× Gold5   | —              | 67.500     | ifpi.at                                                                           |
| Polen (ZPAV)                                                                                 | —            | 2× Gold2   | —              | 20.000     | olis.pl                                                                           |
| Portugal (AFP)                                                                               | —            | Gold1      | 2× Platin2     | 38.000     | Einzelnachweise                                                                   |
| Schweden (IFPI)                                                                              | —            | 3× Gold3   | —              | 80.000     | sverigetopplistan.se                                                              |
| Schweiz (IFPI)                                                                               | —            | 4× Gold4   | —              | 55.000     | hitparade.ch                                                                      |
| Spanien (Promusicae)                                                                         | —            | 3× Gold3   | Platin1        | 150.000    | elportaldemusica.es                                                               |
| Singapur (RIAS)                                                                              | —            | Gold1      | —              | 7.500      | Einzelnachweise                                                                   |
| Vereinigte Staaten (RIAA)                                                                    | —            | 3× Gold3   | 15× Platin15   | 20.578.750 | riaa.com                                                                          |
| Vereinigtes Königreich (BPI)                                                                 | 10× Silber10 | 4× Gold4   | 36× Platin36   | 16.684.957 | bpi.co.uk                                                                         |
| Insgesamt                                                                                    | 10× Silber10 | 93× Gold93 | 211× Platin211 |            |                                                                                   |